# Ла Пуерта, Ентрада а Аргвељо (Сан Фелипе)
Ла Пуерта, Ентрада а Аргвељо (шп. La Puerta, Entrada a Argüello) насеље је у Мексику у савезној држави Гванахуато у општини Сан Фелипе. Насеље се налази на надморској висини од 2600 м.

## Становништво
Према подацима из 2005. године у насељу је живело 14 становника.

### Хронологија
| Година       | 2005 |
| ------------ | ---- |
| Становништво | 14   |

### Попис
| # | Индикатор                        | Вредност |
| - | -------------------------------- | -------- |
| 1 | Укупно појединачних домаћинстава | 1        |